# أندريه بروكا
أندريه بروكا (بالفرنسية: André Broca)‏  (و. 1863 – 1925 م) هو فيزيائي، وطبيب من فرنسا . ولد في باريس .
وكان عضواً في الأكاديمية الوطنية للطب .
توفي في باريس ، عن عمر يناهز 62 عاماً.

## التعليم
تعلم في المدرسة المتعددة التكنولوجية بفرنسا